# 电化学窗口
电化学窗口（英語：Electrochemical Window）是指物质在不发生氧化还原反应的电极电位范围。电化学窗口是电化学应用中溶剂和电解质最重要的特性之一。电化学窗口通常用于表示电位范围和电位差，通过从氧化电位（阳极极限）中减去还原电位（阴极极限）计算。
当所讨论的物质是水时，通常称之为水窗口。
这个范围对电极的效率至关重要。在这个范围之外，电极会与电解质反应，而不是推动电化学反应。
理论上，氨的电化学窗口非常小，但在电化学窗口外1 V以内的热力学有利反应非常缓慢。因此，许多实际反应的电化学窗口要大得多，甚至与水的电化学窗口相当。离子液体因其电化学窗口非常大，通常约为4–5 V而闻名。

## 重要性
电化学窗口（EW）是有机电合成和电池设计中的一个重要概念，尤其是在有机电池中。这是因为在较高电压（大于4.0 V）下，有机电解质会分解，并干扰有机阴极/阳极材料的氧化和还原反应。因此，最佳的有机电解质应具有较宽的电化学窗口，即大于电池单元电压的工作范围。例如，商业化的双(三氟甲基磺酰)氨基锂（LiTFSI）的电化学窗口约为3.0 V，因为它可以在1.9-4.9 V的范围内工作。另一方面，具有窄电化学窗口的电解质易于发生不可逆分解，进而导致电池在后续循环中容量衰减。
有机电解质的电化学窗口受许多因素的影响，包括温度、分子前沿轨道（如LUMO（最低未占分子轨道）和HOMO（最高占据分子轨道）），因为还原（电子获得）和氧化（电子失去）的机制是由HOMO与LUMO之间的带隙决定的。溶剂化能在定义电解质电化学窗口方面也起着重要作用。
为了确保在给定电解质中电极材料的热力学稳定性工作条件，电极材料（陽極和阴极）的电化学电位必须包含在电解质的电化学稳定性范围内。这个条件非常简洁，因为当阴极材料的电化学电位低于电解质的氧化电位时，电解质可能会发生氧化；当阳极材料的电化学电位远高于电解质的还原电位时，电解质会通过还原过程降解。

## 局限性
电化学窗口（EW）在预测电解质对阳极或阴极材料稳定性时的一个缺点是忽略了电压和离子导电性，而这两者也同样重要。